# Тетраконх

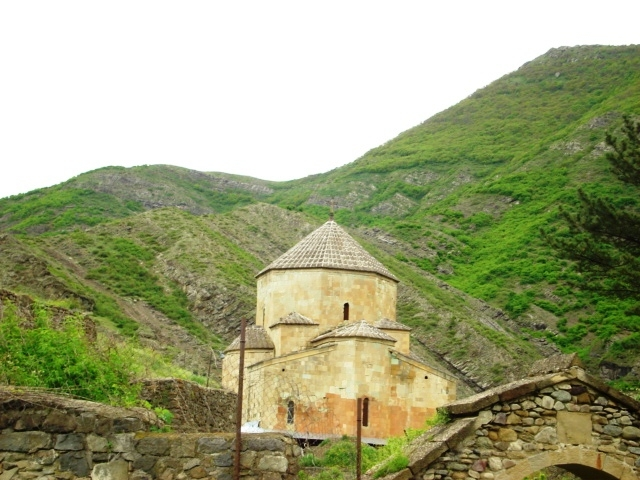
Атенський Сіон

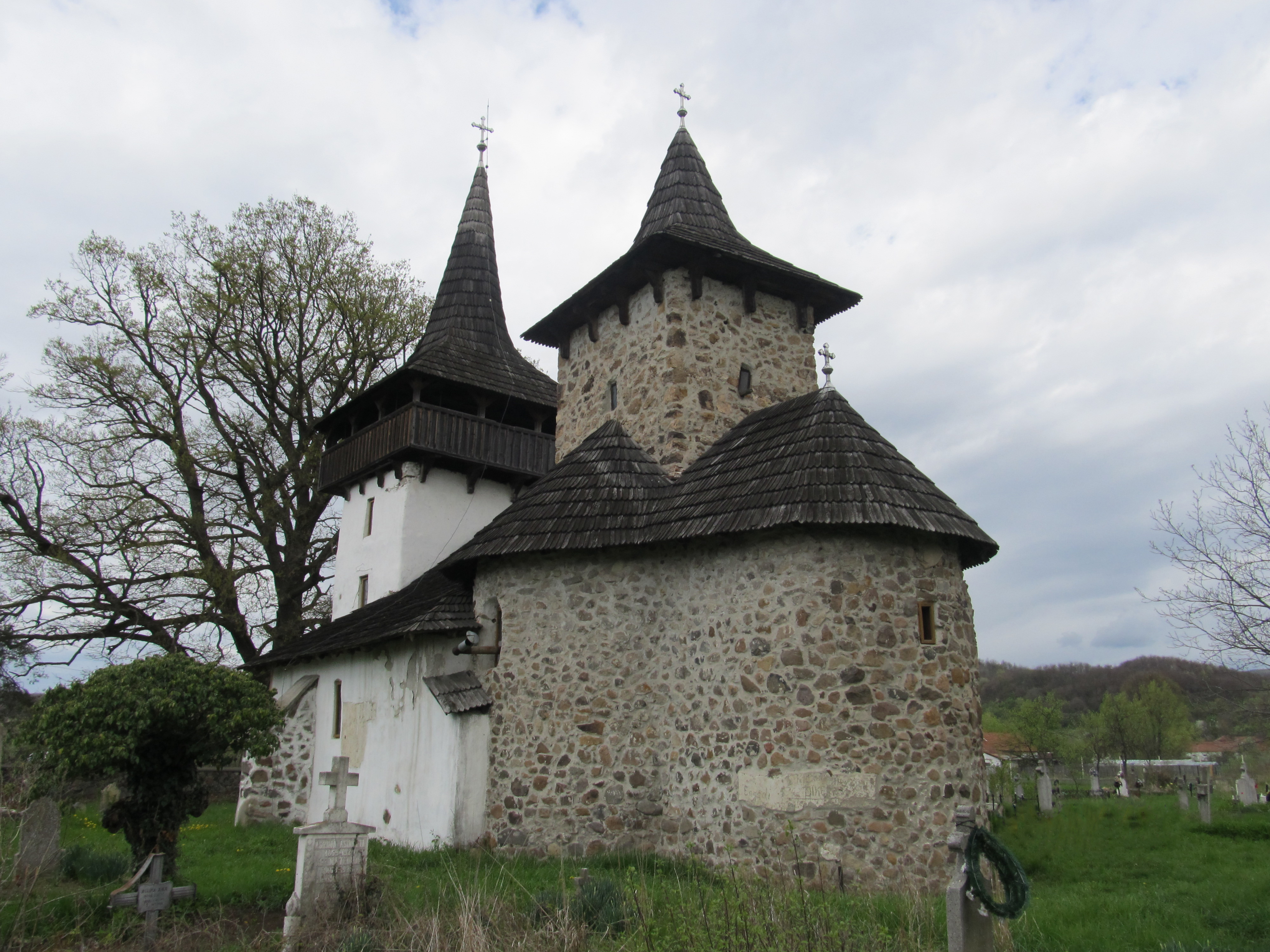
Чотириапсидна церква в Гурасаді з білою прибудовою замість четвертої апсиди

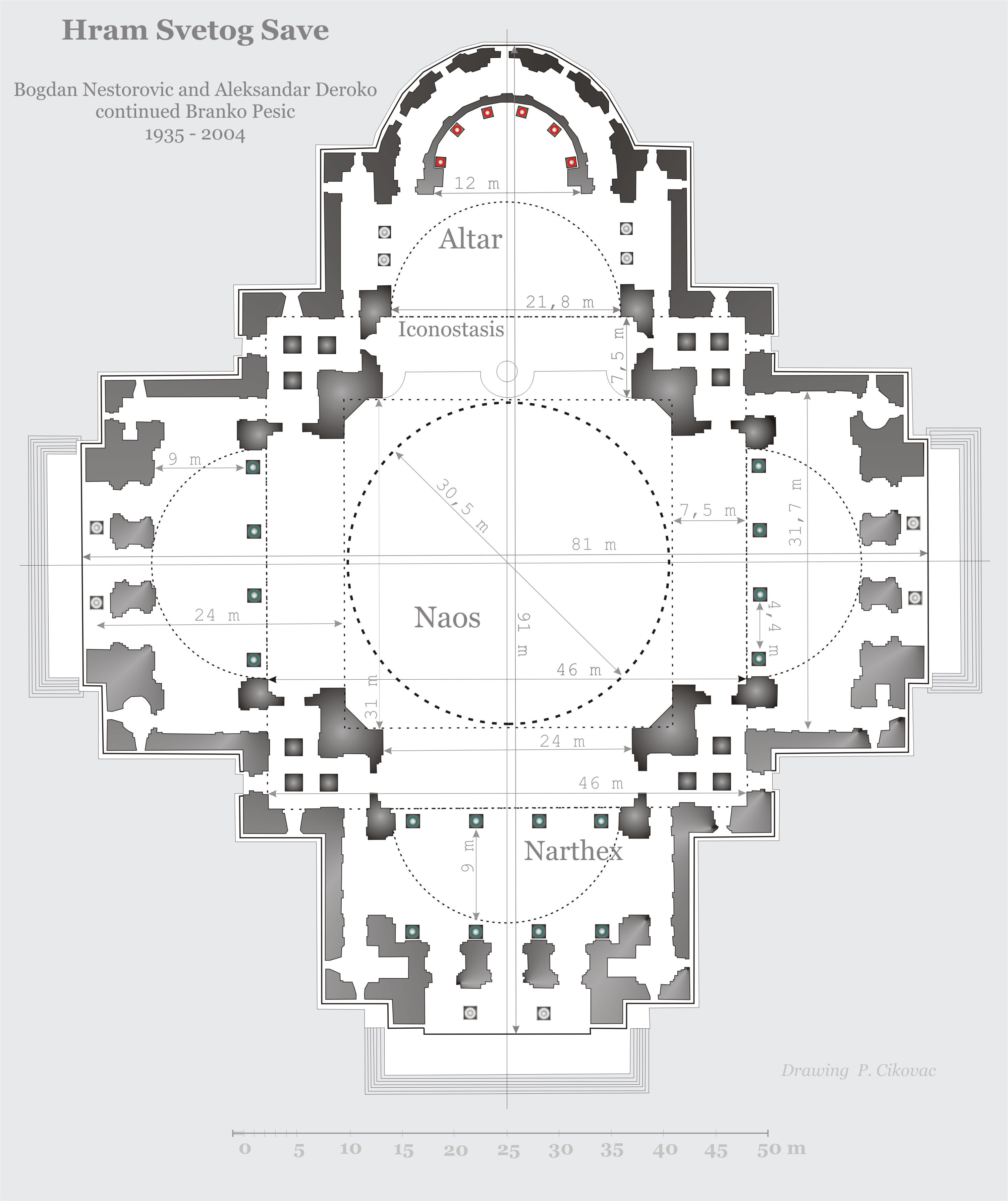
Тетраконхальний план собору Святого Сави в Белграді, який був споруджений за аналогією до собору Святої Софії

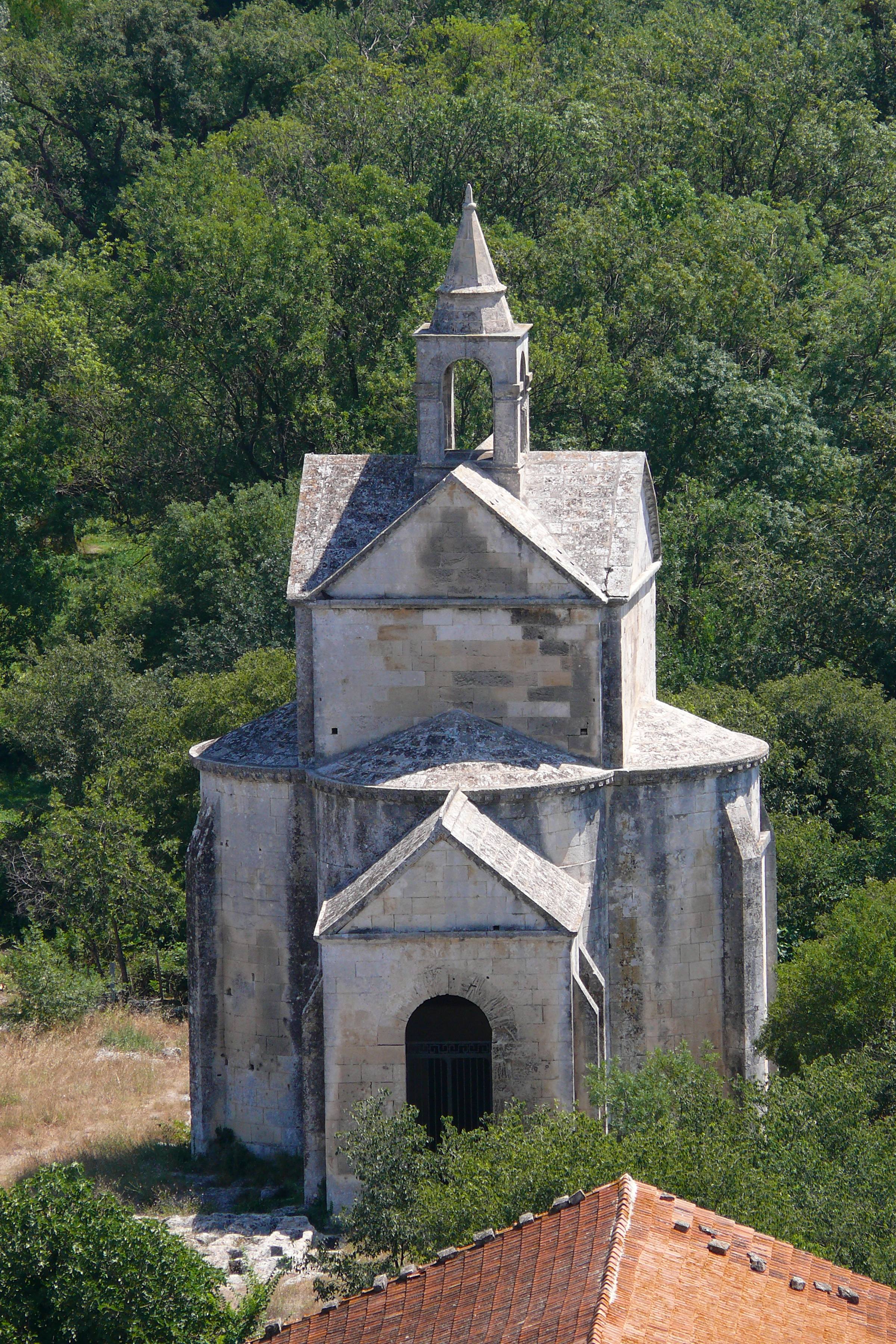
Каплиця Сент-Круа в Арлі (Франція) побудована як тетраконх

Тетраконх — архітектурна форма з чотирма конхами, тобто напівкруглими апсидами. Тетраконх має апсиди, розташовані з чотирьох сторін церковного будинку, тоді як у триапсидних церквах самі апсиди часто розташовані поряд на стіні будівлі.

## Дизайн та приклади
Тетраконх варіант центральної будівлі, при якому рукави, що прилягають до перетину церковної будівлі, мають однакову довжину і закінчуються апсидами або хором. Також можуть бути додані додаткові ніші та круглі кутові приміщення.
Цей тип церкви є оригінальним творінням південного Кавказу і використовувався там протягом відносно короткого періоду. До тетраконхів належать, наприклад:
- Чотириапсидні церкви Херсонесу, Україна, VII століття[2]
- Монастир Джварі біля Мцхети в Грузії, близько 600 року
- Церква Сіоні в Атені, Грузія, VII століття
- Собор Ечміадзін, Вірменія, близько 485 року
- Вірменські центральні будівлі типу «Мастара»: Мастара, монастир Арічаванк, церква монастиря Сергія, церква в Артіко, всі у Вірменії, VII століття; Карський собор, Східна Туреччина, X століття
- Центрально-вірменські будівлі «типу Аван Ріпсіме»: Аванський собор (Єреван), церква св. Ріпсіме в Ечміадзіні, VII століття.
- Православна чотириапсидна церква з Гурасаді, Румунія, близько 1300 р.[3][1]
- Каплиця Сент-Круа біля міста Арль на півдні Франції, XII століття.

## Від моноконха до октоконха
Моноконх є хрестово-купольним храмом з трьома гілками, що мають форму прямокутника і напівкруглої апсиди на східній стороні (Лмбатаванк, Вірменія, VII століття). У випадку триконхів західна частина збільшена до прямокутної площі (приклад: церква Божої Матері в Таліні, Вірменія, VII століття). Шести- і восьмиконхові церкви є типовими для ранньовізантійської архітектури та рідко трапляються у Вірменії. Форму гексаконха (шість конх) має церква церква Святого Григорія в Ані, а восьмиконха (вісім конх) — церква Соравор поблизу Джегварда, VII століття та церква Спасителя в Ані з 1036 року. Вірменська церква Ірінда VII століття має незвичайну кількість семи конх (гептаконхів). Романські круглі церкви з шістьма заглибленими в зовнішню стіну конхами, імовірно, були побудовані в XI столітті в угорських громадах Kiszombor і Karcsa за зразками з Вірменії або Грузії.